# Ratafia (rượu)

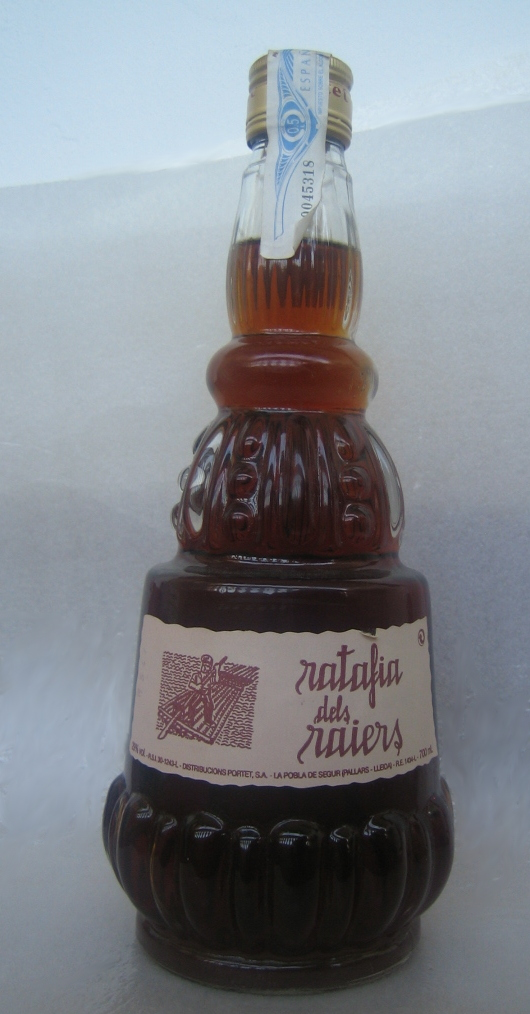
Ratafia từ Catalonia

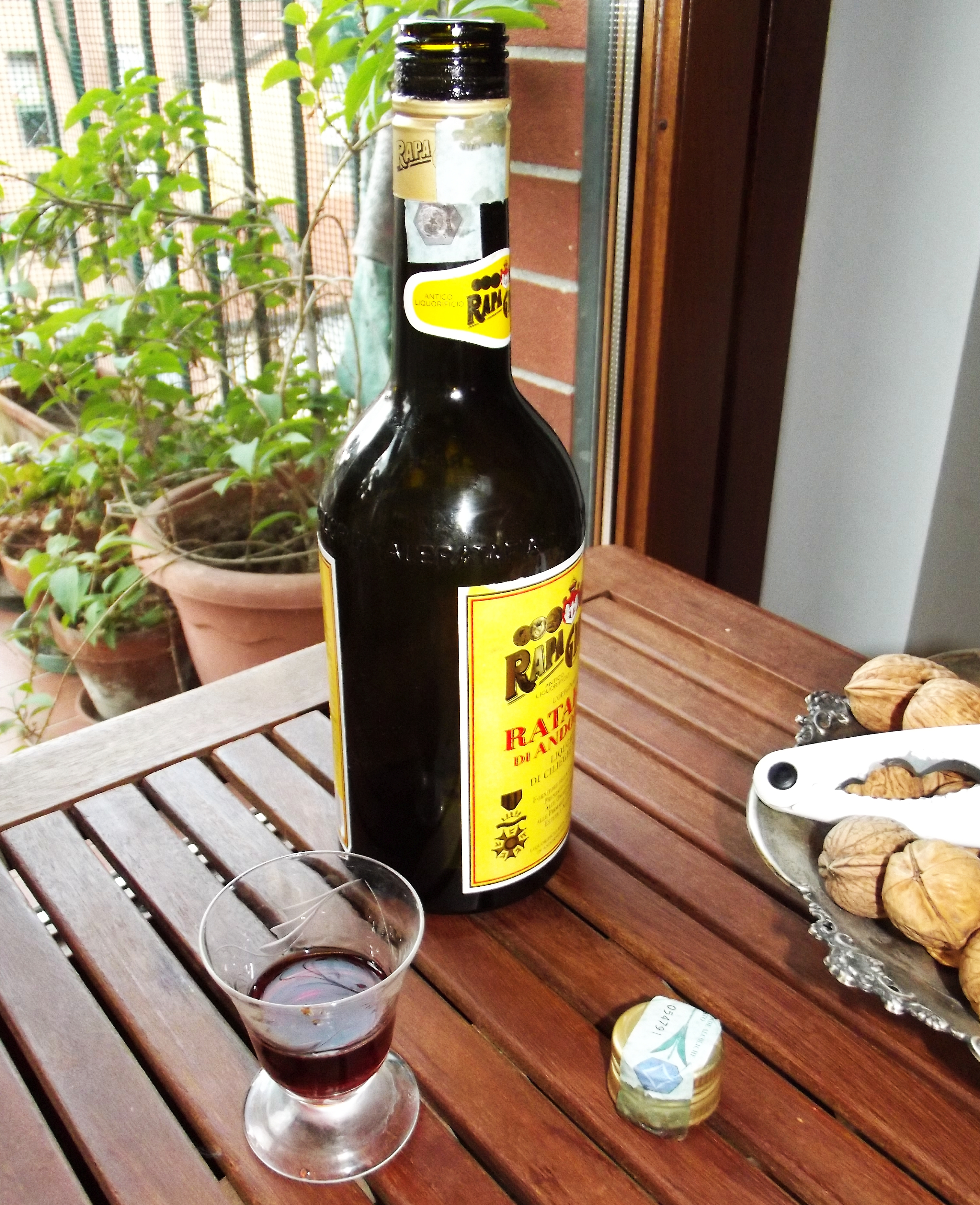
Ratafià di Andorno (Ý)

Ratafia là một tên gọi của những loại rượu ngọt khai vị ở vùng Địa Trung Hải.
Ở vùng Champagne và Bourgogne, Pháp, Ratafia là một loại rượu phối hợp giữa nước ép ra từ nho và rượu chưng cất, thường được dùng như là rượu khai vị (Aperitif), tương tự như Pineau des Charentes. Ratafia thường được gọi một phần sai là rượu khai vị từ rượu vang, nhưng điều này là không đúng bởi vì không có quá trình lên men của nho diễn ra. Ở đây, có thể so sánh với quá trình hình thành của Pineau des Charentes hoặc Floc de Gascogne. Ratafia từ Champagne được làm từ nước nho "Champagne" hoặc "Coteaux Champenois" và một rượu trung tính. Chỉ có rượu có chất lượng tốt nhất thì Marc de Champagne được dùng. Ở Bourgogne, Ratafia được tạo từ Marc de Bourgogne và nước nho của cùng một nguồn gốc.
Ratafia ở vùng Catalunya gọi chính xác hơn Ratafia catalana một loại rượu ngọt gia vị, được chế từ quả cây óc chó xanh và gia vị thơm. Các quả óc chó và các loại thảo mộc ban đầu được ngâm 40 ngày và 40 đêm chung với một loại rượu tiểu hồi cần theo phong tục truyền thống. Sau đó chất lỏng được chiết ra thành rượu Ratafia. Nhiều gia đình Catalan vẫn còn tự chế Ratafia cho riêng họ. Ở Santa Coloma de Farners có một hội chợ Ratafia đáng kể trong tháng 11 và ở Besalú vào tháng 12 mỗi năm.
Ở phía nam của Trung Ý (đặc biệt Molise và Abruzzo) Ratafià đặc biệt chỉ làm với quả anh đào tươi và rượu vang Montepulciano Di Abruzzo.